# Diocese de Orizaba
A Diocese de Orizaba (em latim: Dioecesis Orizabensis) é uma diocese da Igreja Católica localizada nos municípios de Orizaba, no estado de Veracruz, pertencente a Arquidiocese de Xalapa no México. Foi fundada em 15 de abril de 2000 pelo Papa João Paulo II. Com uma população católica de 639.977 habitantes, sendo 88,3% da população total, possui 44 paróquias com dados de 2021.

## História
Em 15 de abril de 2000 o Papa João Paulo II cria a Diocese de Orizaba  através do território da Arquidiocese de Xalapa.

## Lista de bispos
A seguir uma lista de bispos desde a criação da diocese em 2000.
|                   | Nome                               | Período           | Notas                       |
| Bispos de Orizaba | Bispos de Orizaba                  | Bispos de Orizaba | Bispos de Orizaba           |
| ----------------- | ---------------------------------- | ----------------- | --------------------------- |
| 3º                | Francisco Eduardo Cervantes Merino | 2015 - atual      |                             |
| 2º                | Marcelino Hernández Rodríguez      | 2008 - 2013       | Nomeado bispo de Colima     |
| 1º                | Hipólito Reyes Larios              | 2000 - 2007       | Nomeado arcebispo de Xalapa |